# Epileptic disorders
Epileptic Disorders est une revue médicale en ligne anglophone traitant de l’épilepsie.

## Présentation
Epileptic Disorders, revue d’éducation de la ligue Internationale contre l'épilepsie (ILAE), publie des articles portant sur les manifestations cliniques de l’épilepsie, ainsi que sur l’ensemble des aspects concernant le diagnostic, l’histoire naturelle et le suivi de la crise, incluant également la neuropsychologie, l’imagerie médicale et l’ensemble des techniques d’exploitation. 
Epileptic Disorders a la particularité de proposer dans chacun de ses numéros des vidéos qui illustrent les articles et qui sont regroupées sur le site Internet de la revue.